# Králotvůrce
Králotvůrce je označení osoby, která má dostatečný vliv, aby rozhodla, kdo obsadí nějaký úřad nebo získá titul, přičemž ona sama ovšem tohoto úřadu či titulu dosáhnout nemůže. Označení se poprvé objevilo v souvislosti s Richardem Nevillem, 16. hrabětem z Warwicku, významnou postavou válek růží v 15. století v Anglii. Dostal přízvisko Králotvůrce (anglicky Kingmaker), neboť v oné bouřlivé době několikrát výrazně zasáhl do obsazení trůnu.
V monarchiích je běžné, že králem se může stát pouze osoba z vládnoucí dynastie a naopak osoba sebebohatší a sebevlivnější, ovšem bez patřičného původu, je jako panovník pro společnost nepřijatelná. V takové situaci se ale taková vlivná a silná osoba může stát králotvůrcem, který má dost vlivu, aby vybíral, nebo i dokonce odstraňoval jednotlivé panovníky patřičného původu. 
Historické příklady králotvůrců kromě hraběte z Warwicku jsou:
- Ricimer, germánský velitel římských legií v 5. století, který fakticky dosadil několik západořímských císařů
- vojenští velitelé Zlaté hordy Nogaj, Mamaj a Edigej

## Moderní užití
V moderní době je označení králotvůrce širší a lze s ním setkat i v parlamentních demokraciích, kdy se tak označuje osoba, na které je rozhodnutí, která možná vládní koalice sestaví vládu. Typicky se jedná o vůdce malé strany s velkým koaličním potenciálem, který má v rámci strany pevnou pozici a je do značné míry na něm, se kterou z velkých stran dohodne koalici.

## Králotvůrce v hrách a soutěžích
V teorii her se králotvůrcem rozumí takový hráč, který už sám hru nemůže vyhrát, ale který může ještě rozhodnout o tom, který ze zbývajících hráčů zvítězí. Ve strategických hrách více hráčů, ať už deskových nebo počítačových, ale i ve sportu, je koncovka s králotvůrcem jev v zásadě nežádoucí a tvůrci pravidel se mu snaží zamezit, nebo alespoň snížit jeho pravděpodobnost.